# Палибины
Палибины (в старину Полибины) — дворянский род.
Восходит к началу XVII века. Представители рода служили многие дворянские службы и были жалованы поместьями (1636) и других годах.                    Богдан Фёдорович Палибин: стряпчий (1658-1676), думный дворянин (1679), окольничий (1682—1692), а брат его, Артемий Фёдорович —стряпчий (1672-1676), стольник (1676),  думный дворянин (1686—1692), воевода в Нежине (1693).
Род Палибиных, разделившийся на несколько ветвей, внесён в VI и II части родословных книг Пензенской, Псковской, Рязанской, Смоленской, Санкт-Петербургской и Тверской губерний.

## Описание герба
В щите, имеющем голубое поле, изображена городовая серебряная Стена, из которой виден до половины вылетающий чёрный одноглавый Орел, имеющий на груди серебряную Подкову и золотой Крест.
На щите дворянский коронованный шлем. Нашлемник: выходящая Рука с Саблей. Намёт на щите голубой, подложенный золотом (Гербовник, IV, 104).

## Известные представители
- Палибин Максим — воевода в Царёвосанчурске (1629—1630).
- Палибин Фрол Иванович — воевода в Ржеве-Пустой (1647—1649).
- Палибин Фёдор Потапович — стольник патриарха Филарета (1627—1629), стряпчий (1636—1640), воевода в Енисейске (1647—1649), в Короче (1652—1653), московский дворянин (1658).
- Палибин Иван Максимович — воевода в Алатах (1651).
- Полибин Григорий Иванович — стряпчий (1692).
- Полибин Михаил Яковлевич — московский дворянин (1692).
- Полибин Гаврила Дмитриевич — стряпчий (1692), стольник (1692)[2][3].